# 康元穗
康元穗（16世紀—1625年），字日穎，號味澹，江西吉安府安福縣南鄉蒙潭人，明朝政治人物。

## 生平
康元穗是萬曆三十四年（1606年）丙午科江西鄉試舉人，四十四年（1616年）任清江教諭，每天和諸生講學課藝，其他縣學學生聞風而至，曾捐俸協助孫姓生員殮葬母親，又為得推官賞識而遭御史糾察的劉姓生員申辯；四十七年（1619年）成進士，獲授瑞安知縣，就任時遇上編審賦役，他根據大綱總結避免橫徵，人民稱便，天啟二年（1622年）調任嘉善知縣，瑞安人無法慰留立生祠祭祀，在嘉善時他停止地方軍官索取運糧浮額，設置漏澤薗安葬死者，又革除羨耗、省去罰鍰、平均徭役、嚴行保甲，在童子試拔取魏學濂為第一冠軍，考核時本擬陞吏部，卻被魏忠賢怨恨他和魏大中等人友好，改陞南京禮部儀制司主事，與王時槐、鄒元標、鄒德溥研究性理，又為家鄉倡建同善書院，設置三族贍田，五年（1625年）在北京去世，入祀鄉賢祠。

## 家族
曾祖康希溥，儒官。祖父康中祀，乡宾。父康時匡，生员。
繼妻曾氏，康元穗去世時年十九歲，哭著打算殉死，被婢僕阻止，守節撫養兒子康范生、康若生，順治十五年（1658年）巡撫許賜絹穀嘉奬。

## 引用
1. ↑  《萬曆四十七年己未科進士履歷便覽》：康元穗，味澹，書房，乙丑十一月二十日生。安福县人，丙午八十四，会一百四十八，三甲二百二十九。兵部政，授瑞安知縣，壬戌調加善，乙丑考选，授南儀制司主事，丁憂。
2. 1 2 3  乾隆《安福縣志·卷十一·政績》：康元穗，字日穎，南鄉蒙潭人，萬厯己未進士，初令瑞安，編審版圖一剔橫徵詭免之弊，調繁嘉善，汰軍弁索運糧浮額，置漏澤薗以瘞死者，又革羨耗、省罰鍰、平徭役、嚴保甲，兩邑民皆生祀之，報最擬銓部，時魏璫恨元穗與魏大中等善，改南儀部主事，常從王時槐、鄒元標、鄒德溥研窮性理，里居倡建同善書院，復置三族贍田，卒祀鄉賢，子范生、若生有傳。 《通志》
3. ↑  同治《清江縣志·卷五·職官志》：康元穗，字日穎，安福人，萬厯丙午舉人，四十四年任清江教諭，日與諸生講學課藝，他庠士聞風就質，各厭服而去，誡諸生毋得輕溷，有司有不白輒為轉，有孫生母死貧不能殮，捐俸賻之，有劉生者以文見知郡司理，臺使糾司理并及劉生禍且不測，元穗力為申理得免，其他扶抑多此類，己未登進士知嘉善縣，最聞擬擢吏部，以與魏大中善，忤魏璫改南京禮部主事，致政歸。 施志，參吉安志
4. ↑  同治《臨江府志·卷十七·名宦傳中》：康元穗，字日穎，安福人，由鄉薦授清江諭，日與諸生講學課藝，他庠士聞風就質，函丈者各厭服而去，誡諸生毋得輕溷，有司有不白輒為轉直，邑孫生母死貧不能殮，捐俸賻之，有劉生者以文見知郡司理，臺使糾司理并及劉，元穗力為申理得免，其他扶抑多此類，己未成進士，官禮部。
5. ↑  乾隆《安福縣志·卷八·選舉志》：科目……明……萬厯三十四年丙午科鄉舉……康元穗 進士……萬厯四十七年己未科莊際昌榜……康元穗 有傳
6. ↑  民國《瑞安縣志·卷六·職官》：康元穗 府志（云）安福人，萬曆四十八年知瑞安，虛心克己，不執己見，下車適值十年審役，令民間自集公議，已惟總其大綱，一裁定之，民咸稱便，報最調繁嘉善，民往省籲留不得，立祠祀之。
7. ↑  光緒《重修嘉善縣志·卷十五·官師志下》：康元穗，字日穎 萬志作味澹 ，江西安福 萬志作吉水，誤 人，己未進士，天啟壬戌由瑞安令調嘉善，甫下車出署中諸帳具變價，埋枯胔、清賦稅、平獄訟、懲賭博、汰冗役，考試童子拔魏學濂冠軍，時進諸生講學，漕章久隳民苦溢額，力為更始，歲省耗蠧巨萬 見《慒規德政碑》 ，旗丁行劫，捐俸購捕渠魁治以法，又嚴禁狙詐 時齊魯間白蓮教倡亂，西北騷動，邑中效尤千百成群 ，陞禮部主事，古湘泉庵塑像祀之，入名宦祠。 萬志，參去思碑
8. ↑  乾隆《安福縣志·卷十六·節婦》：康元穗繼妻曾氏，穗以天啟五年忤璫卒於京，曾年十九，泣血誓殉，婢防之得不死，守節撫孤拮据荼苦，順治十五年巡方許賜絹穀奬之。 張志